# Zu Chongzhi
Zu Chongzhi (Nanjing, 429 – 500), was een Chinees astronoom en wiskundige, hij leefde toen de Liu Song-dynastie en de Zuidelijke Qi-dynastie aan de macht waren. Zu definieerde {\displaystyle \pi \approx {\tfrac {355}{113}}}, dit was op 6 decimalen nauwkeurig en bleef tot in de vijftiende eeuw de beste benadering van pi.
- International Standard Name Identifier: 0000 0003 9708 4919
- Library of Congress Control Number: no2022103150
- Nederlandse Thesaurus van Auteursnamen: 183165586
- Système universitaire de documentation: 242983200
- Virtual International Authority File: 292073393
- WorldCat: E39PBJrcq6jfC68pxHcm9C8Qv3